# Castell de la Figuera
El castell de la Figuera és un castell d'Algerri a la Noguera. És un monument històric declarat bé cultural d'interès nacional.
S'emplaça al capdamunt del nucli de la Figuera, petit llogarret encimbellat i abandonat a uns 20 m de l'església romànica de Sant Josep i a 4 quilòmetres al nord d'Algerri.

## Història
La primera referència històrica documental que es coneix és del 1153, on s'esmenta l'existència d'aquesta fortalesa. Es tracta d'una escriptura de donació atorgada pel vescomte Guerau Ponç III de Cabrera i la seva esposa Berenguera a favor de Pere de Claramunt i els fills de Ramon de Claramunt. Segons aquest document, els mencionats vescomtes donaren als Claramunt «unam turrim, nominatim ipsa de Figera» amb tots els seus termes i drets, la qual era situada dins la demarcació territorial de Castelló de Farfanya. Es pot extreure d'aquesta escriptura que la fortalesa de la Figuera possiblement havia estat al principi una torre de defensa subsidiària del terme de Castelló de Farfanya, lloc que fou conquerit, juntament amb el seu castell i el d'Algerri, vers el 1130 pel comte d'Urgell Ermengol VI, segons indica J. Lladonosa. Altres historiadors, però, situen la conquesta del castell de Castelló de Farfanya el 1115 o 1116. Fou posteriorment, a la baixa edat mitjana, que la torre de la Figuera degué convertir-se en un castell, si ho jutgem pels vestigis constructius que en romanen. Va formar part, com el d'Algerri, dels territoris sotmesos a la senyoria de la casa dels Cabrera, alhora vescomtes d'Àger.

## Arquitectura
Es tracta d'un edifici format per les restes d'una torre i una estança adossada al nord-oest. Del nucli principal, la torre, tan sols se'n conserven els murs nord i oest que indiquen una morfologia quadrangular. Sembla que es podria tractar d'una edificació d'un mínim de planta baixa i dos pisos, sense voltes sinó amb bigues de fusta. No se'n poden observar restes d'encaixos d'escala per la qual cosa no es pot descartar que els accessos es fessin per escales mòbils. En cap dels dos murs s'observa una porta baixa ni aixecada, només una petita finestra quadrada al mur oest de la qual se'n desconeix el moment d'obertura. També es poden veure algunes petites espitlleres, dues a la primera planta i una a la segona. L'aparell és totalment irregular, molt desigual. Amb profusió de blocs heterogenis arreu de la construcció, preferentment petits. Aquesta tònica varia en l'única cantonada visible, on s'observen carreus regulars mitjans i ben escairats. Tot l'aparell està lligat amb un morter gris, molt més patent a la cara interna, on a més s'observen trams erosionats d'un arrebossat modern.
L'altre estructura que forma part de les restes actuals del castell és un mur quadrangular a ponent de les restes de la torre. No es pot dir que formés part del complex defensiu original, sinó que ha de tractar-se més aviat d'un afegitó residencial molt posterior, avui en dia també enrunat. Compta amb una obertura a nivell de sòl adovellada amb blocs molt irregulars i relativament estreta. El gruix dels murs és reduït, tot i que l'aparell compta amb grans blocs de pedra sense desbastar ni treballar, que mostraria un treball minse en la construcció.
Tot i que el castell ha estat adscrit al gòtic, l'anàlisi arquitectònic de les restes actuals no ho evidencia clarament. Es podria tractar d'una construcció baix-medieval, potser entorn els segles xiii i xiv, amb afegitons posteriors.